# Cuereta del Cap
La cuereta del Cap (Motacilla capensis) és un ocell de la família dels motacíl·lids (Motacillidae).

## Hàbitat i distribució
Habita corrents fluvials, pantans i conreus a les terres altes des del centre d'Angola i República Democràtica del Congo cap a l'est fins al centre i oest de Zàmbia, Uganda, Ruanda, Burundi, nord-oest de Kenya i sud-oest de Tanzània al nord-oest i centre de Namíbia, sud de Botswana, centre de Zimbabwe i sud de Moçambic i Sud-àfrica.